# Agrupación por Francia
La Agrupación por Francia (en francés: Rassemblement pour la France) es un partido político francés, creado por Charles Pasqua en 1999. Reagrupa a disidentes de la Agrupación por la República (RPR) y del Movimiento por Francia (MPF).
En 2003 cambia su nombre al de Rassemblement pour la France et l'Indépendance de l'Europe.
Defiende las ideas nacionalistas heredadas del gaullismo.
Este partido fue miembro del grupo Unión por la Europa de las Naciones.
- Datos: Q616463